# 大橋真由美
大橋 真由美（おおはし まゆみ、1975年 - ）は、日本の法学者。専門は行政法。上智大学法学部教授。総務省行政相談高度化アドバイザー・地方制度調査会委員・宗教法人審議会委員等も務める。

## 人物・経歴
東京学芸大学附属高等学校を経て、1996年に一橋大学法学部卒業。2002年、一橋大学大学院法学研究科博士後期課程修了、指導教員は高橋滋、博士（法学）。日本学術振興会特別研究員を経て、2003年から成城大学法学部法律学科専任講師。同准教授を経て、2013年同教授。2019年、上智大学法学部地球環境法学科教授。2020年、上智大学法学部法律学科教授。2023年、国土交通省社会資本整備審議会委員。
行政争訟の裁判外紛争解決手続のアメリカ法との比較を主な研究テーマとし、法務省大臣官房行政訟務課調査員、総務省行政不服審査制度研究会委員、内閣府政府調達苦情検討委員会委員、総務省行政相談高度化アドバイザー、東京都行政不服審査会委員等を務める。また、内閣府地方制度調査会委員、文部科学省宗教法人審議会委員、「天皇の退位等に関する皇室典範特例法案に対する附帯決議」に関する有識者会議メンバー、一橋大学国際・公共政策大学院講師等も歴任。

## 著書
- 『詳解改正行政事件訴訟法』（共著）第一法規（2004年11月）
- 『行政紛争解決の現代的構造』弘文堂（2005年3月）
- 『行政法の新構想3』（共著）有斐閣（2008年12月）
- 『21世紀における法学と政治学の諸相』（共著）信山社 （2009年4月）
- 『条解行政情報関連三法』（共著）弘文堂（2011年11月）
- 『条解行政事件訴訟法』（共著）弘文堂（2014年12月）
- 『行政法Visual Materials』（高橋滋,野口貴公美,磯部哲,薄井一成,織朱實,岡森識晃,小舟賢,服部麻理子,寺田麻佑,周蒨と共著）有斐閣（2014年12月）
- 『行政による紛争処理の新動向』日本評論社（2015年3月）
- 『行政法判例50！』（北島周作,野口貴公美と共著）有斐閣（2017年11月）
- 『2017年地方自治法改正』（宇賀克也,板垣勝彦,提中富和,南條友之と共著）第一法規（2017年12月）